# The Sting of the Lash
Pour plus de détails, voir Fiche technique et Distribution.
The Sting of the Lash est un film muet américain réalisé par Henry King et sorti en 1921.

## Synopsis
Après que son père, Daniel Keith, est tué dans un accident d'automobile dans un ranch de l'Ouest, Dorothy Keith tombe amoureuse du jeune Joel Gant, un mineur, et l'épouse. La concession de Gant est saisie par le cousin de Dorothy, Ben, qui travaille pour le compte d'une société d'exploitation, et le couple passe des années dans la pauvreté. Gant fait alors de la contrebande et se met à boire, pendant que Dorothy fait des lessives pour entretenir le ménage et la nièce de Gant, Crissy. Rhodes, un avocat de la compagnie minière, qui s'intéresse à Dorothy, offre du travail à Gant, mais celui-ci refuse. Un jour que Gant menace de fouetter Crissy, Dorothy le fouette durement. Gant est arrêté pour contrebande. Dorothy trouve un travail à la compagnie minière grâce à  Rhodes et refuse de vivre avec son mari lorsqu'il est libéré. Plus tard, toutefois, il reprend le droit chemin et ils se retrouvent.

## Fiche technique
- Titre original : The Sting of the Lash
- Réalisation : Henry King
- Scénario : H. Tipton Steck
- Photographie : J. Devereaux Jennings
- Société de production : Robertson-Cole Company
- Société de distribution : R-C Pictures
- Pays d’origine :  États-Unis
- Langue : anglais
- Format : Noir et blanc - 35 mm - 1,37:1 - Muet
- Genre : drame
- Durée : 6 bobines
- Date de sortie :
  - États-Unis : 11 septembre 1921
- Licence : Domaine public

## Distribution
- Pauline Frederick : Dorothy Keith
- Clyde Fillmore : Joel Grant
- Lawson Butt : Rhodes
- Lionel Belmore : Ben Ames
- Jack Richardson : Seeley
- Edwin Stevens : Daniel Keith
- Betty Hall : Crissy (à 6 ans)
- Evelyn McCoy : Crissy (à 10 ans)
- Percy Challenger : Rorke